# Moravetz Levente
Moravetz Levente (Beszterce, 1957. augusztus 17. –) színész, rendező, író. 

## Életpályája

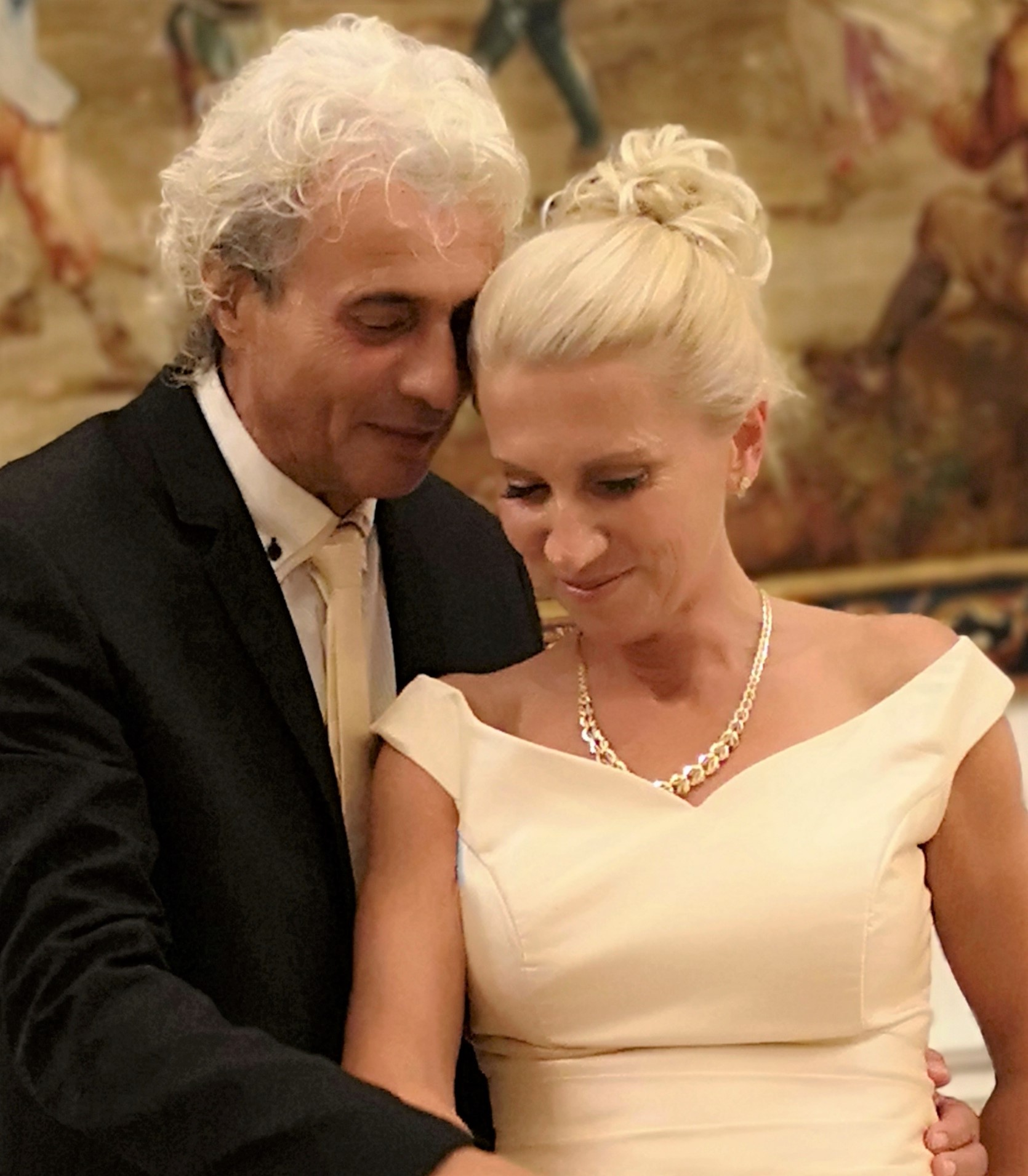
Moravetz Levente és felesége, Somogyvári Andrea (2018)

1976–1980 között a Színház- és Filmművészeti Főiskola színész szakán tanult Kerényi Imre osztályában. 1979–1982 között a Székesfehérvári Nyári Színház vezető rendezője. 1980–1986 között a Radnóti Miklós Színházban színész és rendező. 1986–1998 között a Pécsi Nemzeti Színház színésze és rendezője. 1990–1994 között Szentkatalin polgármestere. 1995-től a siófoki Kálmán Imre Nyári Színház főrendezője volt. 1999-től szabadúszó, ekkor alapítja meg a Moravetz Produkció vállalkozást, akkor még "Morava" néven. 1999–2003 között a Fiatalok Színháza színésze, és a Gór Nagy Mária Színitanoda tanára. 2003-ban Görgey Gábor kultuszminiszter főtanácsadója. 2004-ben a Magyar Alkotók Országos Egyesületének tanácsadója, majd 2010-ig a Magyar Alkotóművészek Közalapítvány kuratóriumának alelnöke. 2005-től 2007-ig a Kassai Thália Színház főrendezője és művészeti vezetője. 2011 óta az egri Gárdonyi Géza Színház vendég-rendezője. 2013-tól a zalaegerszegi Hevesi Sándor Színház állandó vendég-rendezője. 2016-tól a Moravetz Produkció, 2019-től a Pécsi Harmadik Színház tulajdonosa.

## Színházi munkái

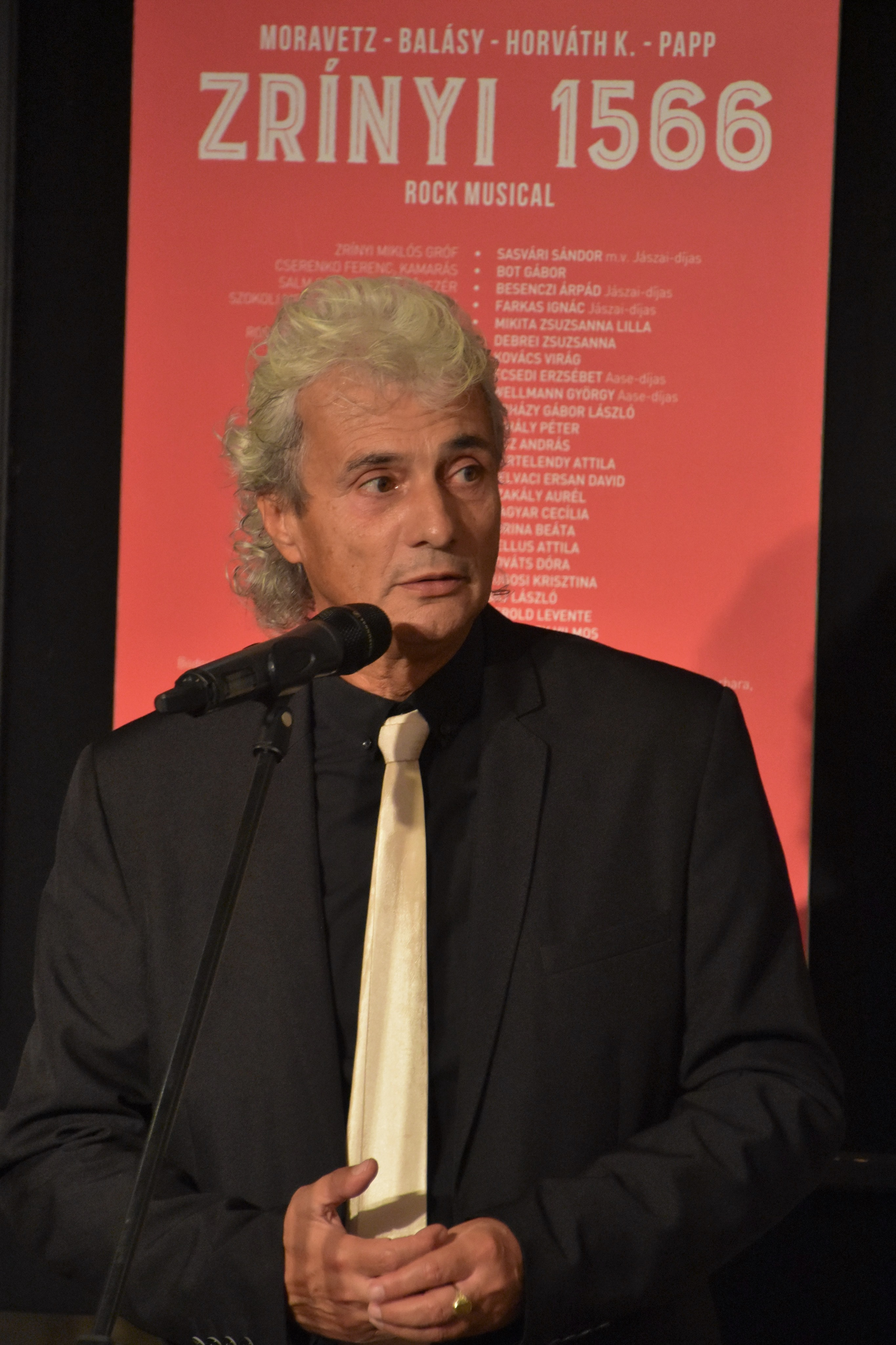
A Zrínyi 1566 című rockmusical zalaegerszegi bemutatójának idején (2019)

A Színházi Adattárban regisztrált bemutatóinak száma: szerzőként: 33; színészként: 56; rendezőként: 96, koreográfusként: 6, dramaturgként: 5, fordítóként - dalszövegíróként: 11. Az archívumban tizenkilenc színházi fotón is látható.

### Szerzőként
- Noé – rock-opera (1992)
- Mátyás a vérpadon – rock-opera ( 1994)
- Egy-személyes-duett – színmű (2005)
- A Maják szeretője – vígjáték (2006)
- Zrínyi 1566 – musical (2009)
- Ali Baba és vAgy negyven rakló – családi musical (2010)
- A Fejedelem  – musical (2011)
- Egy életem két halálom – vígjáték (2012)
- Isten rabjai – musical (2012)
- Csiki-csuki – vígjáték (2013)
- Őrületek tornya – vígjáték (2013)
- Nem lesz reggel Fred – vÉgjáték ( 2014)
- Ha Jő A Nő avagy a világ teremtődése – zenés vígjáték (2015)
- Örömlányok végnapjai – zenés vígjáték (2016)
- Jöhetsz drágám – vígjáték (2017)
- Rajkók – történelmi musical (2020)
- Sárkányszív – történelmi-családi musical (2020)
- Hunyadi 1456 - történelmi-családi musical (2021)
- Háromszor a kakas ( 2021)
- Volt egy seregünk! - oratórikus mű (2021)
- Örök a szerelem - zenés játék (2022)
- Csodaszarvas - történelmi-családi rockopera (2022)
- Közjegyző az emeleten - vígjáték (2022)
- A csődör - zenés játék (2023)
- Márványlikőr - terrio (humor és ámor) (2025)

### Színészként
- Hernádi-Jancsó: Fényes szelek....
- Voltaire: Candide....Pantomim

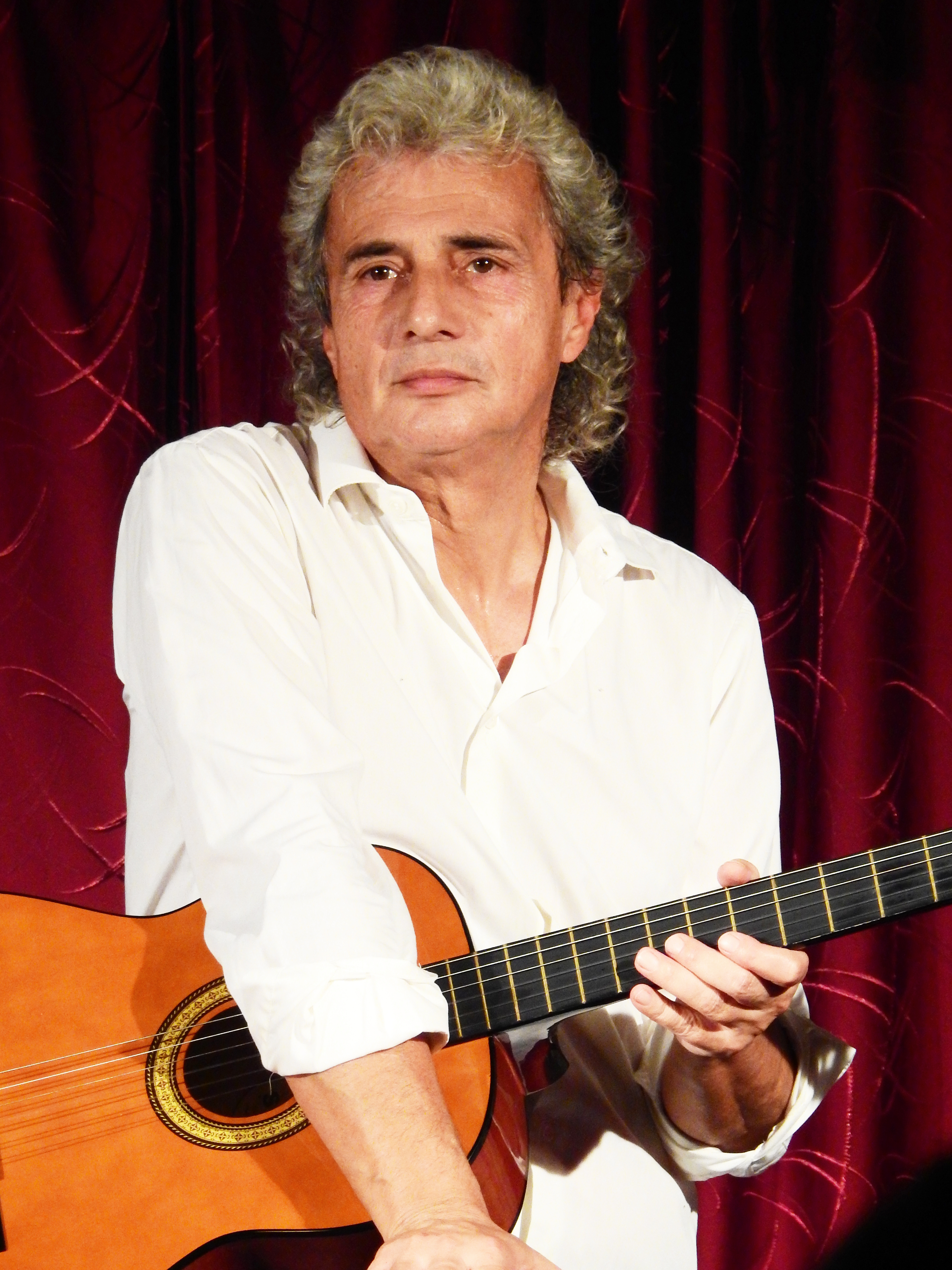
A Villon-Moravetz-40 előadáson Pécsen (2019)

- Schwajda György: Csoda magyar módra....Zöld Géza
- Gorin: A gyújtogató....Polgár
- Krúdy-Gosztonyi: K-R-Ú-D-Y, avagy békeidők szép emléke....Pimpi
- William Shakespeare: Julius Caesar....Cassius; Julius Caesar
- Bereményi Géza: Halmi vagy a tékozló fiú....Rajnák
- Nagy Lajos: Budapest Nagykávéház....
- Kaposy-Závoda: Kulisszatitkok....
- Poliakoff: És te, szépségem....Rex
- Fejes Endre: Az angyalarcú....Az Angyalarcú
- Wildgans: A hirdetés....Gotthold Qandt
- Salten: Finom lelkek....Egon
- Kross: Mint a villámcsapás....Petersohn
- Guillén: Este kell a szerelem....
- Kolin Péter: Sziszi és Fuszi....Sziszi
- Novák János: Lumpáciusz Vagabundusz vagy a három jómadár....Lumpáciusz Vagabundusz
- Weöres Sándor: Bolond Istók....
- Kürti András: Pulykák....Lőrinc Mihály
- Gáspár János: Csavargók....
- Kaposy Miklós: Reggelre ne feledd a pénzt....
- Keller Zsuzsa: Csillaglány.... Frici cica / Burkalaf
- Iredynski: Terroristák....Hetes szám
- William Shakespeare: Lear király....Burgund hercege
- Ábrahám Pál: Hawaii rózsája....Buffy
- Schwajda György: Mari....Dr. Közepes Béla
- Handke: Kaspar....Sugalmazó
- Bibbiena: Kalendria....Lidio; Santilla
- Kálmán Imre: A Montmartre-i ibolya....Florimond
- Storey: Anyánk napja....Farrer
- Gogol: Háztűznéző....Kocskarjov
- Maugham: Imádok férjhez menni....Frederick
- William Shakespeare: Antonius és Kleopátra....Agrippa
- Brecht: Egy fő az egy fő....Uria Shelley
- Albee: Nem félünk a farkastól....Nick
- Schwartz: Godspell avagy Isteni játék....Gilmer
- Feydeau: Bolha a fülbe....Tournel
- Ayckbourn: Az ejnye-bejnye kórus....Ian
- Márai Sándor: Kaland....Dr. Zoltán
- Wojtyła: A mi Urunk festője....Stanislaw
- Kálmán Imre: Marica grófnő....Zsupán Kálmán
- Maugham: Csodálatos vagy, Júlia!....Michael ifj.
- Ábrahám Pál: Bál a Savoyban....Archibald
- Jacobi Viktor: Sybill....Poire
- Shaffer: Equus....Harry Dalton
- Kárpáti Péter: Akárki....Úr; Halál; Rendőr; Péter
- Rose: Tizenkét dühös ember....4. esküdt
- Geyer: Gyertyafénykeringő....Báró
- Móricz-Szakonyi: Rokonok....Boronkay Ferenc
- Csehov: Platonov....Iszak
- Axelrod: Viszlát, Charlie....George
- Molnár Ferenc: Az üvegcipő....Császár Pál
- Fényes Szabolcs: Rigó Jancsi....Albert
- Bulgakov: Képmutatók cselszövése....La Grange
- William Shakespeare: Ahogy tetszik....A száműzött herceg
- Kálmán Imre: Cirkuszhercegnő....Főpincér
- Heltai Jenő: A néma levente....Agárdi Péter
- Ábrahám Pál: Viktória....Webster
- Görgey Gábor: Bulvár....Bakonyi Géza

### Rendezőként
- Capek: Két fűszál a világ (1980)

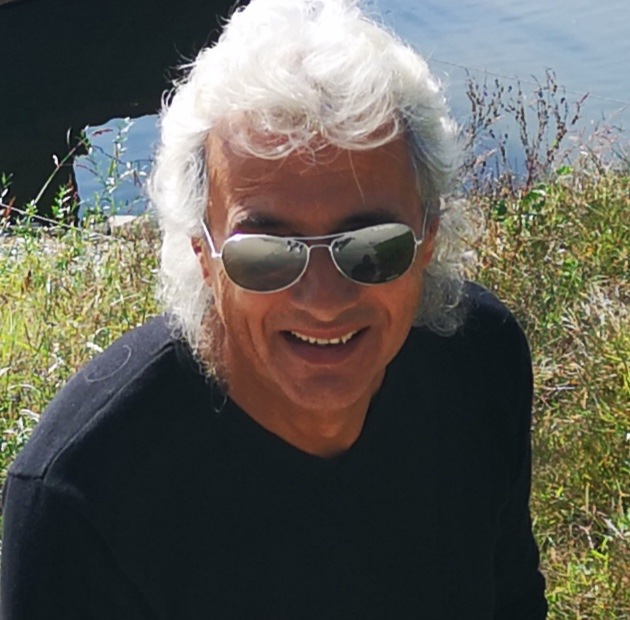
Moravetz Levente rendezés közben (2019)

- Bolha Lajos: Csongor és Tünde (1981)
- Ördögh Szilveszter: Koponyák hegye (1983)
- Hunyady Sándor: A három sárkány (1990)
- Shaffer: Vígjáték sötétben (1991)
- Huszka Jenő: Mária főhadnagy (1991)
- Moravetz: Noé (1992)
- Kálmán Imre: Marica grófnő (1992, 1997, 2010)
- Ábrahám Pál: Bál a Savoyban (1993)
- Vadnay László: A csúnya lány (1994)
- Jacobi Viktor: Sybill (1994)
- Geyer: Gyertyafénykeringő (1995)
- Lehár Ferenc: Luxemburg grófja (1995)
- Szirmai Albert: Mágnás Miska (1996)
- Fényes Szabolcs: Rigó Jancsi (1997)
- Kálmán Imre: A Montmartre-i ibolya (1997)
- Kálmán Imre: Csárdáskirálynő (1998)
- Jacobi Viktor: Sybill (1998)
- Kreisler: Lola Blau (1999)
- St. Martin: Balatoni rege (1999)
- Legrand: Cherbourgi esernyők (2000)
- Keller Zsuzsa: Csillaglány (2000)
- Thúróczy Katalin: Mátyás mesék (2001, 2007, 2011)
- Lehár Ferenc: Cigányszerelem (2001)
- Magni-Zaponi: Legyetek jók, ha tudtok (2003)
- Kálmán Imre: Cirkuszhercegnő (2004)
- Moravetz: Egy-személyes-duett (2005)
- Dankó-Vaszy: Dankó Pista (2005)
- Várkonyi Mátyás: Egri csillagok (2005)
- Dés László: A dzsungel könyve (2005)
- Geyer: Gyertyafény keringő (2006, 2011)
- Ábrahám Pál: Viktória (2006)
- Armos: A maják szeretője (2007)
- Moravetz-Balásy-Horváth K.-Papp: Zrínyi 1566 (2009)
- Dés László: Valahol Európában (2010)
- Venczel Péter: Ali Baba és vAgy negyven rabló (2010)
- Zerkovitz Béla: Csókos asszony (2011-2012)
- Moravetz-Balásy-Horváth: A fejedelem (2011)
- Bach Szilvia: Alt duett (2012)
- Gárdonyi-Moravetz-Balásy-Horváth K.: Isten rabjai (2012)
- Moravetz: Egy életem, két halálom (2014)
- Mikszáth Kálmán: Szent Péter esernyője (Zalaegerszeg - Hevesi Sándor Színház, 2017)
- Moravetz-Balásy-Horváth K.-Papp: Zrínyi 1566 (Eger - Gárdonyi Géza Színház, 2017)
- Tolcsvay László-Müller Péter-Müller Péter Sziámi: Isten pénze (Zalaegerszeg - Hevesi Sándor Színház, 2018)
- Farkas Ferenc: Csínom Palkó (Eger - Gárdonyi Géza Színház, 2019)
- Moravetz-Balásy-Horváth K.-Papp: Zrínyi 1566 (Zalaegerszeg - Hevesi Sándor Színház, 2019)
- Fényes Szabolcs-Békeffi István: Rigó Jancsi (Eger - Gárdonyi Géza Színház, 2020)
- Horváth Krisztián - Moravetz Levente: Rajkók (2020)
- Szolnoki Péter - Moravetz Levente: Sárkányszív (2020)
- Magni-Zaponi filmje alapján - Vajda Katalin: Legyetek jók, ha tudtok (Zalaegerszeg - Hevesi Sándor Színház, 2021)
- Balásy Szabolcs - Horváth Krisztián - Moravetz Levente: Hunyadi 1456 (2021)
- Bozó László - Moravetz Levente: Volt egy seregünk! (2021)
- Balásy Szabolcs – Horváth Krisztián – Moravetz Levente: A Fejedelem (Zalaegerszeg – Hevesi Sándor Színház, 2021)
- Nagy Zoltán - Moravetz Levente: Örök a szerelem (2022)
- Máriás Zsolt - Moravetz Levente: Csodaszarvas (2022)
- Kálmán Imre: Cirkuszhercegnő (2022)
- Balásy Szabolcs – Horváth Krisztián – Moravetz Levente: Isten rabjai (Gárdonyi Géza regénye nyomán) (Eger – Gárdonyi Géza Színház, 2022)
- Moravetz Levente: Közjegyző az emeleten (2022)
- Bozó László – Moravetz Levente: Volt egy seregünk! (Zalaegerszeg – Hevesi Sándor Színház, 2023)
- Szolnoki Péter – Moravetz Levente: A csődör (2023)
- Szolnoki Péter – Moravetz Levente: Sárkányszív (Zalaegerszeg – Hevesi Sándor Színház, 2024)
- Robert Katscher – Siegfried Geyer – Karl Farkas: Gyertyafény keringő (2024)
- Moravetz Levente: Márványlikőr (2025)

## Filmjei
- A nagyenyedi két fűzfa (1979)
- Fürkész történetei (1983)

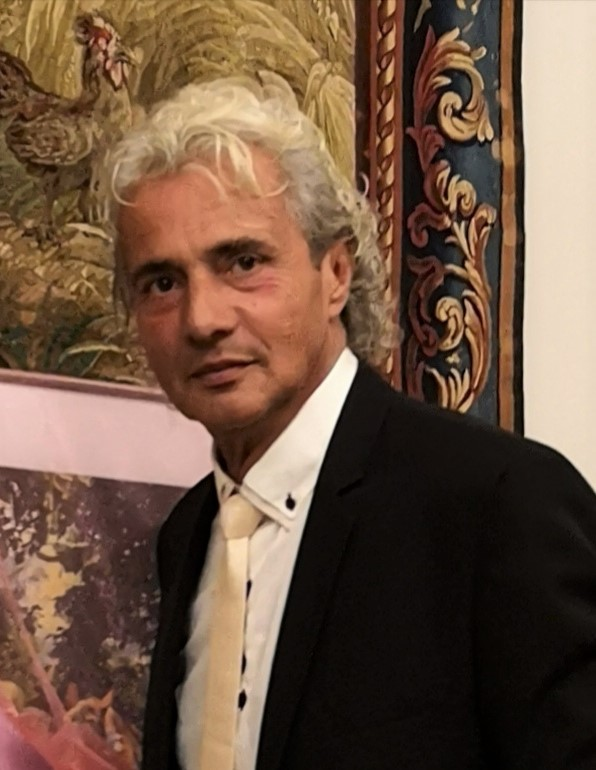
2018-ban Pécsen

- Tizenhat város tizenhat leánya (1983)
- Az éjszaka vége (1985)
- Széchenyi napjai (1985) – Széchenyi Béla
- A komáromi fiú (1987)
- Kisváros (1994–1998) – Telkes László
- TV a város szélén (1998)
- Vademberek (2001)
- Casino (2011) – Fatia Negra
- Jóban Rosszban (2013–2019) – Dr. Finta Máté, ügyvéd

## Kötetek
- Argos, Rigó meg a többiek; Pro Pannonia, Pécs, 2008 (Pannónia könyvek)
- Dévényi Ildikó–Moravetz Levente: Aranybohóc. A Magyar Nemzeti Cirkusz legendája; Pro Pannonia, Pécs, 2009 (Pannónia könyvek)
- A Második Aranybohóc; Forandig, Pécs, 2019

## Díjai
- Miniszteri kitüntetés (1990)
- Pécsett az év színésze (1995)
- Kálmán Imre-emlékplakett (1998)
- Egerben, az év művésze (1999)
- Baranya Megyei Prima Díj 2021 Magyar színház-és filmművészet (2021)